# Kurt Freiherr von Schröder
Kurt Freiherr von Schröder (* 24. November 1889 in Hamburg; † 4. November 1966 ebenda) war ein deutscher Bankier, NSDAP-Gauwirtschaftsberater und SS-Brigadeführer.

## Frühe Jahre
Von Schröder war der dritte von sechs Söhnen des Bankiers Frederick Freiherr von Schröder (* 1857; † 1903) und seiner Ehefrau Harriet, geb. Milberg (* 1861; † 1934). Er besuchte ein Gymnasium in Hamburg und das Evangelisch Stiftische Gymnasium Gütersloh, wo er 1908 auch die Reifeprüfung ablegte. Anschließend nahm Schröder an der Universität Bonn das Studium der Rechtswissenschaften auf. Während dieser Zeit wurde er Mitglied des Corps Borussia Bonn.
1909 brach von Schröder sein Studium ab, das er Ulrich S. Soenius zufolge wahrscheinlich nur wegen der angestrebten Mitgliedschaft in der Studentenverbindung aufgenommen hatte, ohne es ernsthaft abschließen zu wollen oder die Verwaltungslaufbahn einzuschlagen. Stattdessen wurde er Berufsoffizier beim Husaren-Regiment „König Wilhelm I.“ (1. Rheinisches) Nr. 7 in Bonn. Während des Ersten Weltkriegs kam Schröder an der Westfront zum Einsatz. Er wurde mit dem Eisernen Kreuz beider Klassen ausgezeichnet und 1917 aus gesundheitlichen Gründen zur Ersatzeskadron seines Regiments nach Bonn versetzt. Von Anfang 1918 bis Anfang 1919 diente er als Hauptmann im Großen Generalstab. Im Zuge der allgemeinen Demobilisierung im Jahr 1919 schied er aus der Armee aus. Im Anschluss absolvierte er eine zweijährige Banklehre in Köln, Hamburg und Berlin.
Im April 1913 heiratete von Schröder Ottilie Marie Edith Schnitzler (1892–1951) aus der Kölner Bankiersfamilie Schnitzler. Auf Wunsch ihres Vaters wurde von Schröder 1921 Teilhaber des Kölner Bankhauses J. H. Stein. 1919 wurde dieses Bankhaus unter maßgeblicher Beteiligung von Schröders zu einem Zentrum der rheinischen Separatisten: So unterschrieb von Schröder in diesem Jahr einen Aufruf der Separatisten, der zu einer Abtrennung des Rheinlands vom Deutschen Reich aufrief. Außerdem fanden Konferenzen von Industriellen und Bankiers im Bankhaus J. H. Stein statt. Eine dieser Konferenzen wählte ihn in den Wirtschaftsausschuss, der die Bildung des genannten rheinischen Separatstaates vorbereiten sollte. Zu dem Kreis der Befürworter gehörten u. a. der Unternehmer Otto Wolff und Paul Silverberg, der später als Präsident der Industrie- und Handelskammer zu Köln Vorgänger von von Schröder war.
Schröder pflegte seit Anfang der 1920er enge Geschäftsbeziehungen sowie eine gute persönliche Verbindung mit Friedrich Flick und war oft bei Flick im Hause.
Ab 1928 wurde von Schröder politisch aktiv und schloss sich der Deutschen Volkspartei an. Er war Mitglied des Deutschen Herrenklubs, einer
Vereinigung von Großgrundbesitzern, Industriellen, Bankiers, hohen Ministerialbeamten und anderen Personen des öffentlichen Lebens während der Weimarer Republik. Von Schröder war im November 1932 Mitunterzeichner der „Industrielleneingabe“, mit der Industrielle, Bankiers und Landwirte den Reichspräsidenten Paul von Hindenburg aufforderten, Hitler zum Reichskanzler zu ernennen.

## Kölner Treffen mit Hitler

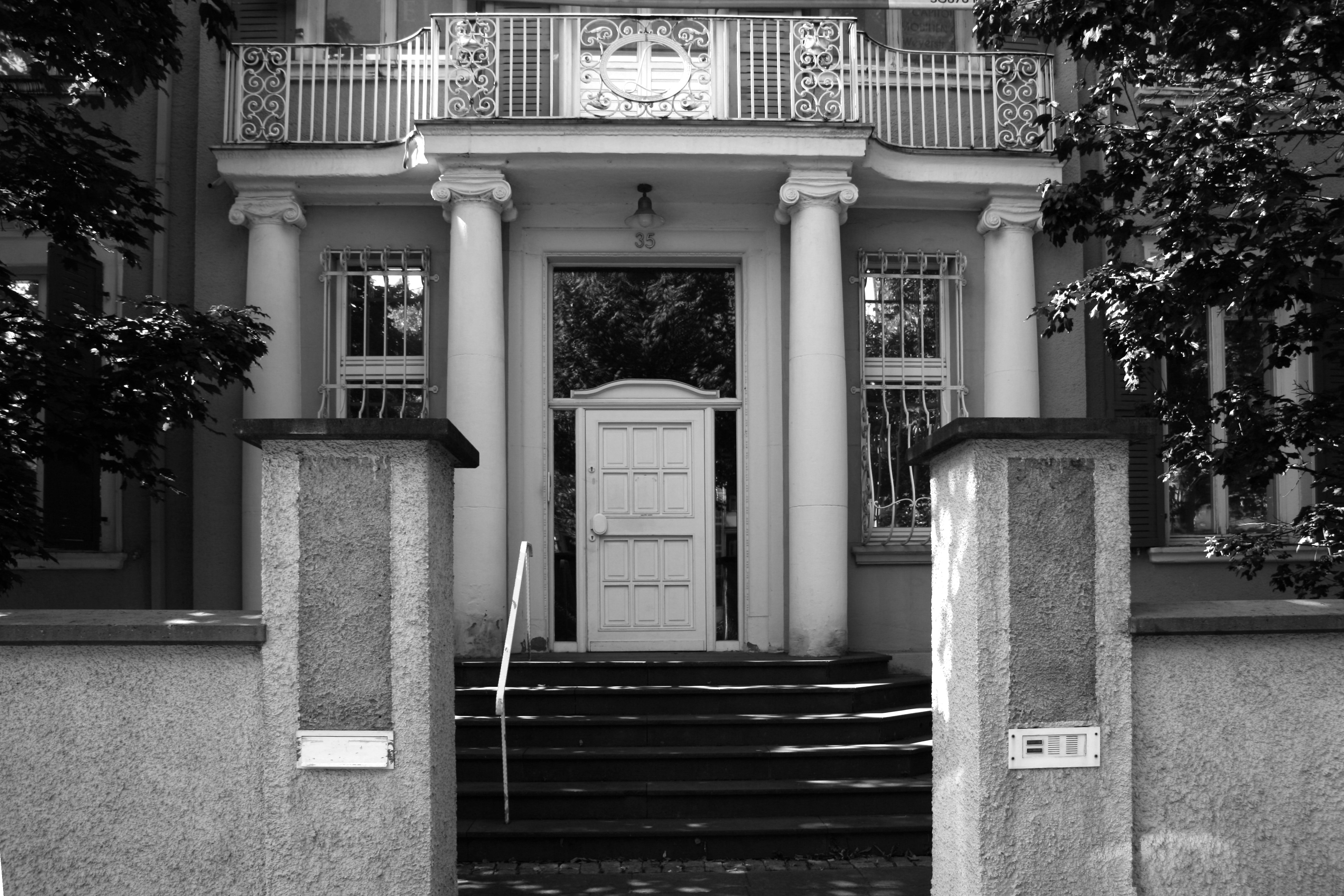
Villa Schröders am Stadtwaldgürtel 35

Von Schröder gehörte dem „Studienkreis für Wirtschaftsfragen“ an, der allgemein als „Keppler-Kreis“ bekannt war und später „Freundeskreis Reichsführer SS Heinrich Himmler“ hieß. Mit Wilhelm Keppler organisierte er ein geheimes Treffen von Hitler und Franz von Papen am 4. Januar 1933 in seiner Villa (Stadtwaldgürtel 35) in Köln-Lindenthal, in der sie Vorbereitungen für eine Regierungsübernahme vereinbarten. Bei dieser Zusammenkunft einigten sich beide darauf, die Regierung Kurt von Schleichers zu stürzen und gemeinsam eine Rechtskoalition Hitler-Papen-Hugenberg zu bilden. Hitler wurde zu diesem Treffen von Wilhelm Keppler, Heinrich Himmler und Rudolf Heß begleitet. Reichskanzler Kurt von Schleicher wurde seinerzeit von dem rheinischen Unternehmer Otto Wolff maßgeblich unterstützt.

## Drittes Reich
Einen Tag nach Hitlers Machtübernahme trat von Schröder am 1. Februar 1933 in die NSDAP (Mitgliedsnummer 1.475.919) ein. Nachdem der bisherige Amtsinhaber Paul Silverberg, der jüdische Vorfahren hatte, alle Vorstandsposten verloren hatte, wurde von Schröder April 1933 zum Präsidenten der Industrie- und Handelskammer zu Köln gewählt, der er bis zu dessen Auflösung 1942 blieb. In der Folgezeit war er Vizepräsident des Deutschen Industrie- und Handelstages bis zu dessen Auflösung 1935, Mitglied des Verwaltungsrats der Deutschen Reichsbahn-Gesellschaft, Vorsitzender der Außenhandelsstelle für das Rheinland und Inhaber zahlreicher weiterer Ämter in der Wirtschaft.
Von Schröder sorgte dafür, dass die Vertreter der Bank Sal. Oppenheim nicht mehr zu den Treffen der Rheinisch-Westfälischen Bankenvereinigung eingeladen wurden, deren Mitbegründer ihr Vater gewesen war. Als eine seiner ersten Amtshandlungen ließ er untersagen, nichtarische Mitglieder zu den Mitgliederversammlungen einzuladen, damit waren vor allem auch die Oppenheims gemeint. Außerdem sorgte von Schröder dafür, dass die Oppenheims die meisten ihrer Aufsichtsratsposten in den von ihr betreuten Firmen verloren. Der Ernennung zum Leiter der Privatbanken in der Reichsgruppe Banken im Jahre 1934 folgte 1935 jene zum Leiter der Wirtschaftskammer Rheinland. In der Zeitschrift Die Bankwirtschaft wird 1943 seine Tätigkeit als Leiter der Fachgruppen Privatbanken gewürdigt: „Insbesondere wurde unter seiner Führung die Arisierung, die gerade im Privatbankengewerbe eine äußerst schwierige Aufgabe war, entschlossen aber unter Erhaltung der wertvollen Firmensubstanz durchgeführt.“ Ab Mai 1942 war von Schröder darüber hinaus Präsident der Gauwirtschaftskammer Köln-Aachen. In der Zeit von 1933 bis 1945 verdoppelte sich die Zahl seiner Aufsichtsratsposten auf über 30.
Von Schröder verwaltete seit dem Jahr 1934 das „Sonderkonto S“, auf das die Mitglieder des Freundeskreises Reichsführer SS Heinrich Himmler jährlich eine Million Reichsmark für Sonderaufgaben von Heinrich Himmler einzahlten. Diese Tätigkeit wurde 1936 mit dem Titel eines SS-Ehrenführers belohnt. Am 13. September 1936 trat von Schröder in die SS (SS-Nr. 276.904) ein und wurde am 20. April 1943 zum SS-Brigadeführer befördert. Laut seiner SS-Beurteilung vom 10. August 1937 stand er in einem besonderen „Vertrauensverhältnis mit dem Führer“ und wurde „häufig vom Führer zu vertraulichen Besprechungen und Missionen gebeten und gerufen“. Seit dem 9. November 1944 gehörte er zum Stab Reichsführer SS.
Weiterhin war er Mitglied der Akademie für Deutsches Recht, des Reichsverkehrsrats, des Beirats der Deutschen Reichspost, Vorsitzender des Beirats der Deutschen Reichsbahn sowie Senator der Kaiser-Wilhelm-Gesellschaft.
Außerdem war er Ratsherr der Stadt Köln, Mitglied des Kuratoriums der Universität zu Köln, Mitglied des Verwaltungsrats der Bank für Internationalen Zahlungsausgleich sowie seit 1921 königlich schwedischer Konsul (seit 1938 Generalkonsul).

## Nachkriegszeit
Am 26. April 1945 wurde von Schröder in Wuppertal von Angehörigen der amerikanischen Streitkräfte verhaftet. Anschließend kam er in ein Kriegsgefangenenlager bei Büderich. Ende Mai erfolgte seine Verlegung nach Attichy in Frankreich. Bei den Nürnberger Prozessen wurde er mehrfach vernommen und legte Affidavits vor, insbesondere über das Zustandekommen und den Inhalt des Treffens von Hitler und Papen in seinem Haus im Januar 1933.
Am 11. November 1947 wurde von Schröder vor dem Spruchkammergericht Bielefeld in der Britischen Zone zu drei Monaten Haft wegen Mitgliedschaft in einer verbrecherischen Organisation und 1500 Reichsmark Geldstrafe verurteilt. Gegen das Urteil demonstrierten in Bielefeld 40.000 Arbeiter; in einer Entschließung des nordrhein-westfälischen Landtags, die außer von den Abgeordneten der SPD, KPD und FDP auch von zwei CDU-Abgeordneten unterstützt wurde, wurde das Urteil als „Verhöhnung der Demokratie“ bezeichnet. Außerdem wurde die Einsetzung eines Untersuchungsausschusses beantragt. Nachdem die Anklagebehörde in Berufung gegangen war, erging 1948 das Urteil auf drei Monate Gefängnis und 500.000 Reichsmark, ersatzweise ein Jahr Haft. Die Kosten des Verfahrens gingen zu von Schröders Lasten. Am 11. Juni 1948 erfolgte seine Haftentlassung. In einer dritten Verhandlung 1950 wurde die Strafe wieder verringert: Die Geldbuße lag nun bei einer Höhe von 60.000 DM, von der die Hälfte durch die Internierungshaft als abgegolten galt.
An der Geschäftsführung des 1950 wieder eröffneten Bankhauses J. H. Stein war von Schröder nicht mehr beteiligt. Seine letzten Jahre verbrachte er auf dem Gut Hohenstein bei Eckernförde.

## Familie
Kurt von Schröder und seine Frau Edith, geb. Schnitzler, hatten vier gemeinsame Kinder, drei Töchter und einen Sohn. Der Sohn starb im Alter von 22 Jahren ein Jahr nach Kriegsende als Kriegsgefangener in einem sowjetischen Gefangenenlager bei Borowitschi. Der Vater Frederick Freiherr von Schröder war Inhaber des Bankhauses J. Henry Schröder & Co, das 1903 mit dessen Tode erlosch. Die Mutter Harriet heiratete 3 Jahre nach dem Tode ihres Mannes ihren verwitweten Schwager Carl Heinrich Johann Freiherr von Merck (1843–1921). Er war der Inhaber der Hamburger Handelsbank H. J. Merck & Co.